# هنري كارديناس
هنري كارديناس (بالإسبانية: Henry Cárdenas)‏ هو دراج كولومبي سابق.

## روابط خارجية
- هنري كارديناس على موقع أرشيف الدراجات (الإنجليزية)
- هنري كارديناس على موقع إحصائيات الدراجات الإحترافية (الإنجليزية)
- هنري كارديناس على موقع CycleBase (الإنجليزية)